# Bobby Ferguson
Robert Burnitt Ferguson (Dudley, 8 gennaio 1938 – 28 marzo 2018) è stato un calciatore e allenatore di calcio inglese.

## Carriera
Formatosi nel Newcastle, dopo aver giocato gran parte della sua carriera in club di seconda divisione (Derby County e Cardiff City) iniziò una carriera di allenatore-giocatore in alcuni club gallesi. Ritiratosi dal calcio giocato nel 1970, Ferguson entrò nello staff dell'Ipswich Town come vice di Bobby Robson succedendogli alla guida tecnica nel luglio 1982. Dopo cinque stagioni di crisi tecnica, Ferguson si dimise in seguito al mancato obiettivo della promozione in First Division 1987-1988.
È morto il 28 marzo 2018.

## Palmarès

### Giocatore

#### Competizioni nazionali
- Coppa del Galles: 2

Cardiff City: 1966-1967, 1967-1968

### Allenatore

#### Competizioni giovanili
- FA Youth Cup: 2

Ipswich Town: 1973, 1975